# Américo Aguiar
Mons. Américo Manuel Alves Aguiar (* 12. prosince 1973, Leça do Balio) je portugalský katolický biskup, který je světícím biskupem v lisabonském patriarchátu (od roku 2019) a kardinálem.

## Stručný životopis
Po studiích filosofie a teologie v semináři v Portu byl r. 2001 vysvěcen na kněze. V letech 2004-2006 byl generálním vikářem Diecéze Porto. Roku 2017 jej papež František jmenoval titulárním biskupem dagnijským a světícím biskupem v lisabonském patriarchátu

## Kontroverze
V červnu 2023 během světových dnů mládeže biskup prohlásil, že cílem této akce není konvertovat mladé lidi ke Kristu. Za tento výrok byl kritizován v médiích věřícími i kněžími.

## Kardinálská kreace
V neděli 9. července 2023 papež František ohlásil, že v konzistoři dne 30. září 2023 jmenuje 21 nových kardinálů, mezi nimi i Monsignora Aguiara. V konzistoři dne dne 30. září 2023 jej také skutečně jmenoval.